# Przepompownia ścieków na Ołowiance

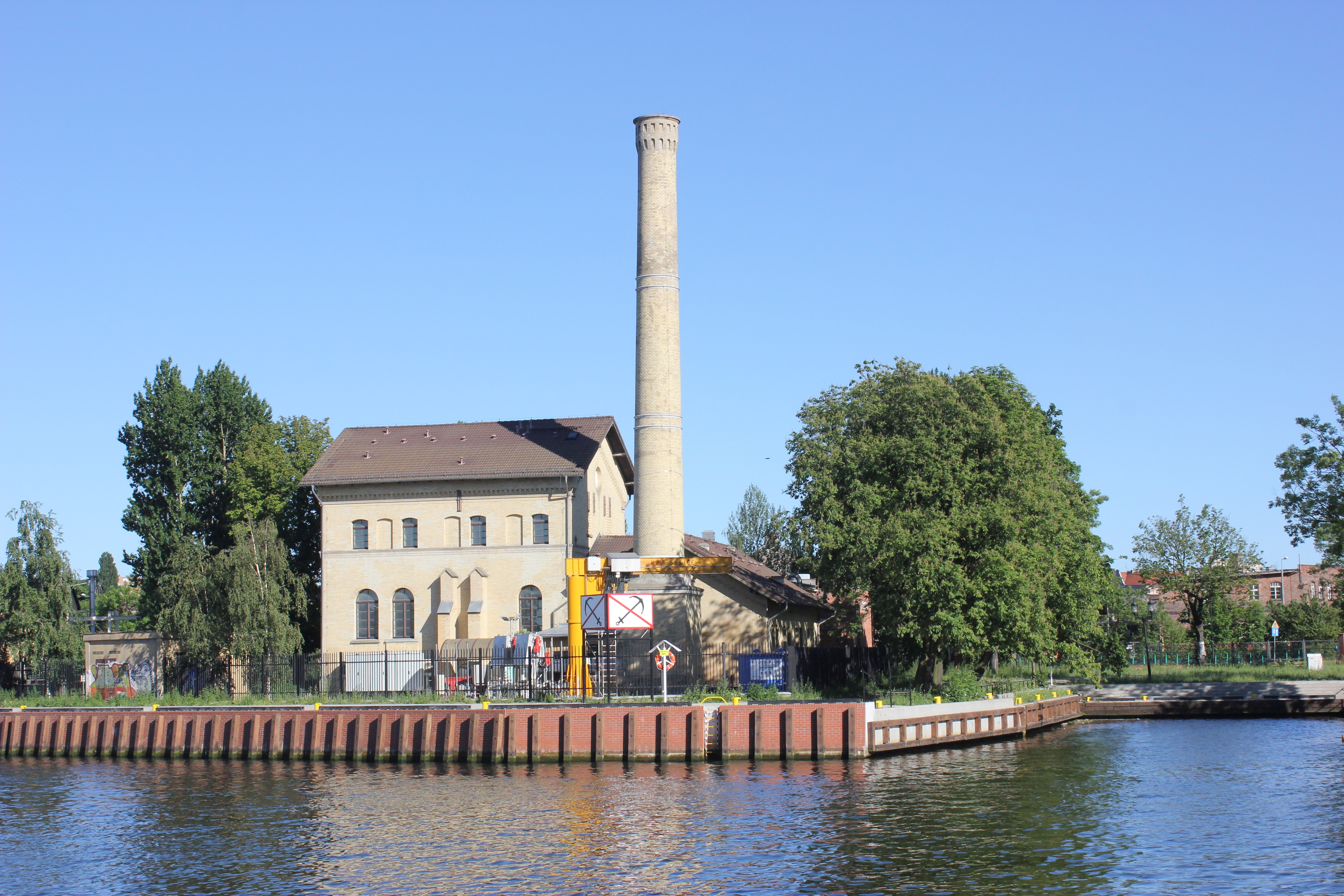
Przepompownia ścieków na Ołowiance

Przepompownia ścieków na Ołowiance – przepompownia ścieków na wyspie Ołowiance, na rzece Motławie i Kanale na Stępce, położona w gdańskiej dzielnicy Śródmieście. Wpisana do gminnej ewidencji zabytków. 

## Historia
Pod koniec lat sześćdziesiątych XIX wieku rozpoczęto budowę w rejonie starej Ciesielni przepompowni ścieków, zachowanej do dziś. Budowę ukończono w 1871 r. Wraz z nią pojawił się tam pierwszy komin i maszyny parowe. Zadaniem przepompowni było zbieranie ścieków z terenu całego miasta. Została ona celowo umieszczona bardzo nisko, na granicy terenu zurbanizowanego i przemysłowego. Rury odprowadzały ścieki w stronę łąk na Stogach (Rieselfeld), gdzie po oczyszczeniu w osadnikach wypełnionych piaskiem, w których rosła roślinność, ścieki były zrzucane do Martwej Wisły w okolicach Twierdzy Wisłoujście. 
W 2018 doszło do awarii przepompowni i zrzutu ścieków do Motławy. Pomiary nie wykazały, by spowodowała one zauważalne następstwa w środowisku.
Aby zapobiec takim wypadkom w przyszłości, kosztem ponad 21 mln zł planowana jest (docelowo do roku 2025) przebudowa przepompowni.